# Mayorella gemmifera
Mayorella gemmifera – gatunek ameby należący do rodziny Mayorellidae z supergrupy Amoebozoa w klasyfikacji Cavaliera-Smitha.
Trofozoit osiąga wielkość 30 – 88 μm. Jądro wielkości 5,6 – 9,3 μm.
Występuje w Atlantyku.